# Deutz A6M 517 R (Schmalspur)
Die Lokomotiven Deutz A6M 517 R waren meterspurige, dieselhydraulische Lokomotiven mit der Achsfolge B. Sie waren auf verschiedenen Kleinbahnen eingesetzt.

## Geschichte
Klöckner-Humboldt-Deutz war einer der maßgeblichen Hersteller der Köf II. Unter Verwendung der vorhandenen Technik wurde ein Lokomotivtyp für Meterspurbahnen entwickelt. Anders als bei der Köf II saß das Führerhaus über dem Rahmen und nicht am Ende. Eine erste Lokomotive wurde 1951 als Köf 12 an die Herforder Kleinbahn geliefert, zwei Jahre später eine zweite Lokomotive (Köf 14). Die ehemals zur früheren Westdeutschen Eisenbahn-Gesellschaft (WeEG) gehörenden Euskirchener Kreisbahnen (EKB) beschafften 1954 zwei Lokomotiven (V 21 und V 22), diese konnten über eine Wellenverbindung miteinander gekuppelt und von einem Führerstand aus gefahren werden. 1955 wurden zwei weitere Lokomotiven (V 23 und V 24) geliefert. Gleichzeitig beschaffte die ehemals ebenfalls zur WeEG gehörende Geilenkirchener Kreisbahn (GKB) zwei Lokomotiven (V 10 und V 11) ohne die Möglichkeit der Mehrfachtraktion.

### HKB Köf 12 und Köf 14

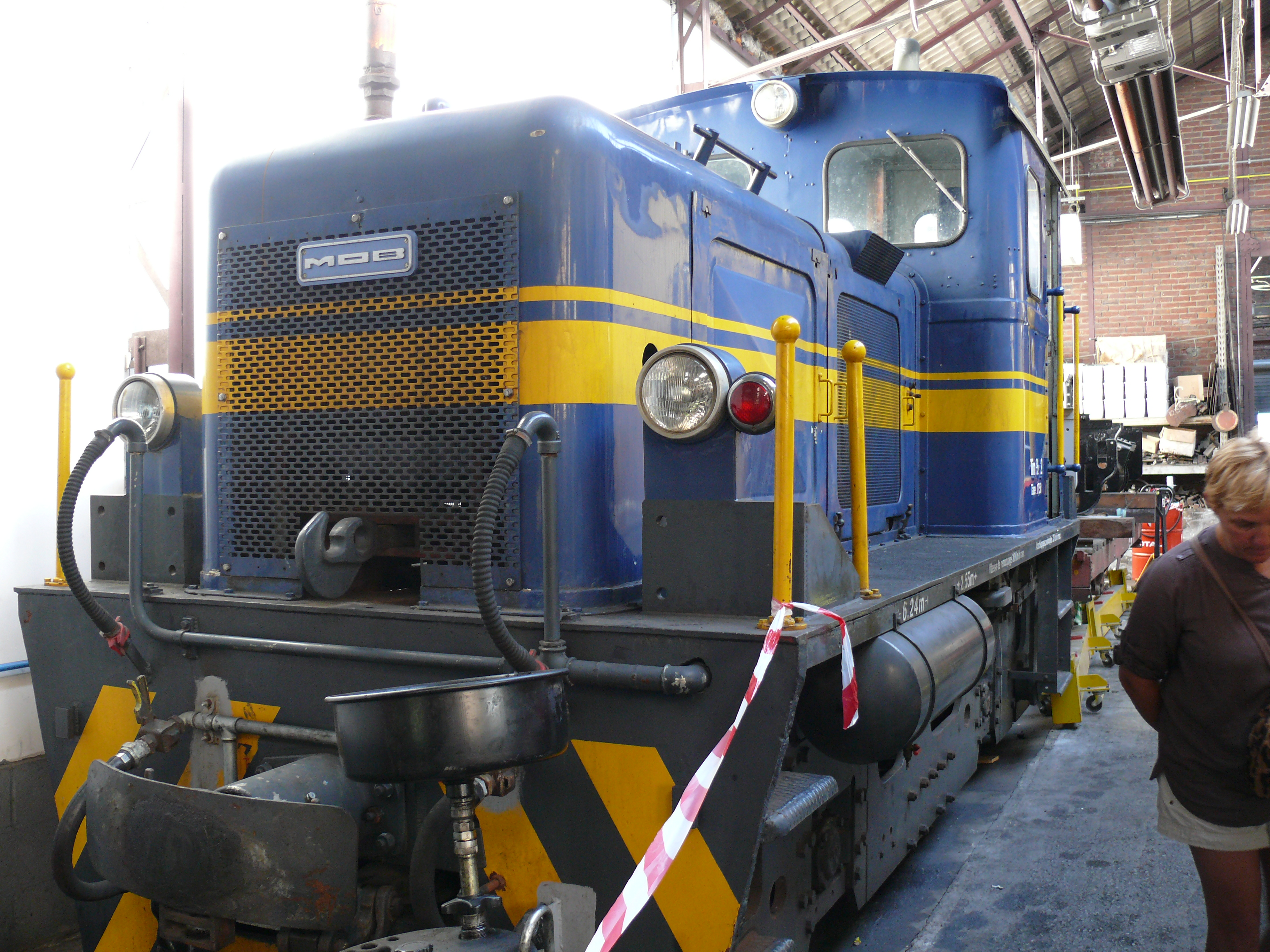
Ehemalige Tm 2/2 2 der MOB, 2012

Am 20. Juli 1951 erhielt die Herforder Kleinbahn eine Diesellokomotive als Köf 12, die die Dampftraktion Im Güterverkehr ablösen sollte. Da diese Lokomotive sich bewährt hatte, wurde eine zweite Lok bestellt und als Köf 14 am 29. September 1953 ausgeliefert. Damit konnte die letzte Dampflokomotive abgestellt werden. Nach Einstellung der Bahn ging Köf 12 1966 an die Inselbahn Juist, dort bekam sie den Namen CARL in zweiter Besetzung, die Köf 14 an die Sylter Inselbahn (L14). Nach Einstellung auch dieser Bahn kam sie 1971 ebenfalls nach Juist und bekam den Namen HEINRICH, ebenfalls in zweiter Besetzung. Nach Einstellung der Juister Inselbahn 1982 wurde Lok CARL in Juist bis 1988 als Denkmal aufgestellt. Nach Abstellung in einem Schuppen wurde sie 2014 an die Märkische Museums-Eisenbahn verkauft. HEINRICH ging 1982 an die Montreux-Berner-Oberland-Bahn in der Schweiz (Tm 2/2 2) und 2010 an die Museumseisenbahn Chemin de Fer de la Baie de Somme in Frankreich.

### EKB V 21 bis V 24
Die Euskirchener Kreisbahnen bekamen am 27. Juli 1954 und am 12. September 1955 jeweils zwei Lokomotiven mit Vielfachsteuerung. Nach Einstellung des Restbetriebes am 31. Dezember 1965 wurden sie 1966 verkauft. V 21 und V 22 gelangten zu den Verkehrsbetrieben Grafschaft Hoya für den schmalspurigen Betrieb auf der Strecke Bruchhausen-Vilsen–Asendorf und bekamen die Nummern V 122 und V 121. Sie erhielten hier einseitig zusätzliche erhöhte Pufferbohlen mit Normalspurpuffern und Zugeinrichtungen, um aufgebockte Wagen direkt kuppeln zu können. 1971 wurde dieser Güterverkehr eingestellt. Die V 122 blieb auf der Strecke, wurde 1980 vom Deutschen Eisenbahn-Verein erworben und ab 1982 aufgearbeitet als V 3 auf der Museumseisenbahn eingesetzt. Die V 121 wurde 1973 auf Normalspur umgebaut und auf der Strecke Eystrup–Syke der VGH eingesetzt. 1984 wurde diese Lok an die Montreux-Berner-Oberland-Bahn in der Schweiz verkauft und wieder auf 1000 mm rückgespurt. Dort wurde sie als Tm 2/2 3 eingesetzt. 2025 kam sie auch zum Deutschen Eisenbahn-Verein.
Die V 23 und V 24 wurden an das Bergwerk Charbonnage d’argenteau in Belgien verkauft. 1979 wurde die Steinkohlenförderung dort eingestellt. Auf einem Teilstück der Strecke Trembleur–Warsage wurden nun Touristenzüge gefahren. Diese Bahn ist inzwischen eingestellt. Um die Jahrtausendwende kamen beide Lokomotiven zur Train du Bas-Berry in Frankreich, wo sie unter der Fabriknummer (56115 und 56116) eingesetzt werden.

### GKB V 10 und V 11

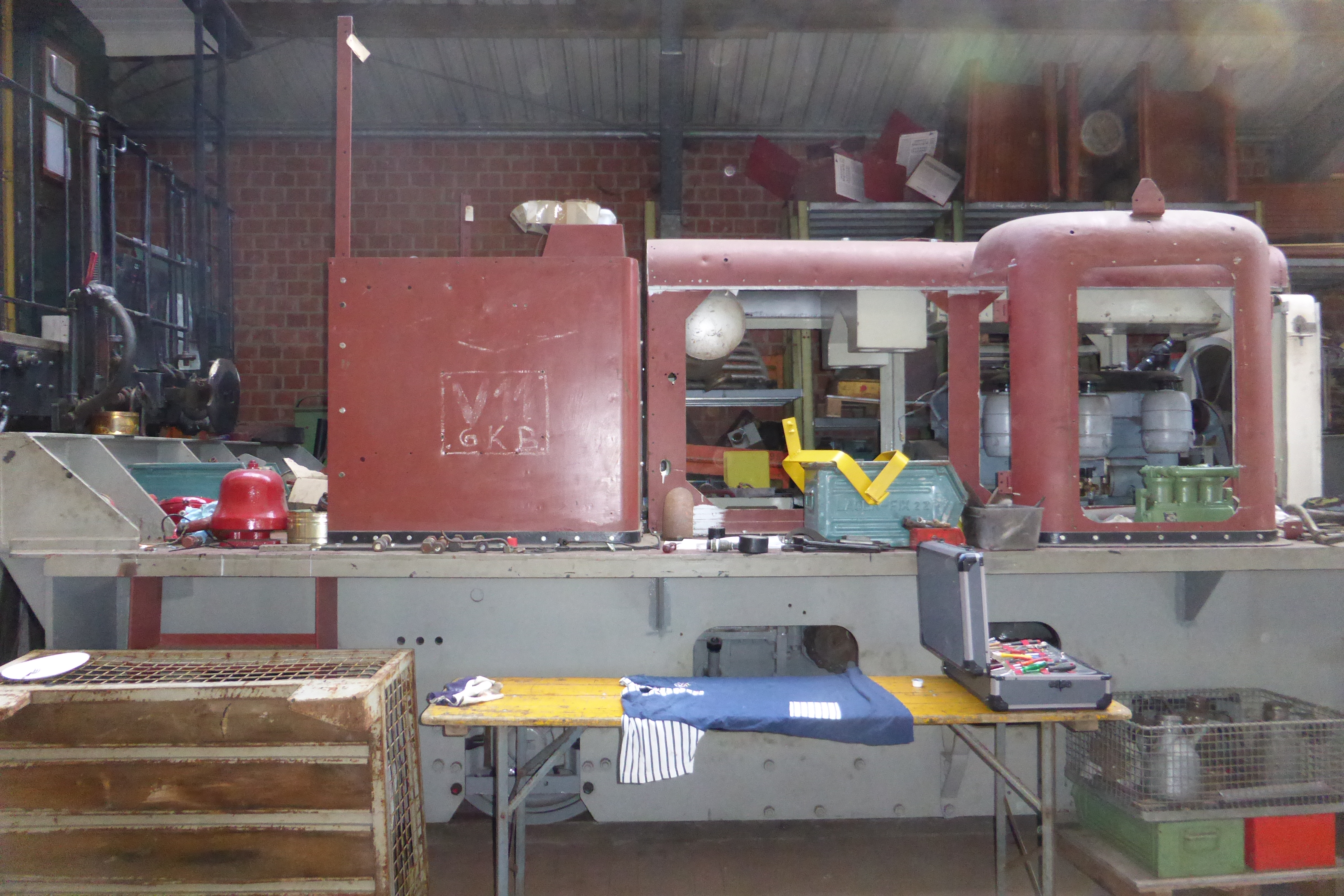
Rahmen der GKB V 11 in Aufarbeitung bei der IHS (2015)

Die Geilenkirchener Kreisbahn (GKB) musste in den 1950er-Jahren den noch verbliebenen Bahnbetrieb rationalisieren. Die Strecke Geilenkirchen–Alsdorf hatte 1953 den Personenverkehr an die Konkurrenz auf der Straße verloren und wurde im Güterverkehr nur noch auf dem Abschnitt Geilenkirchen–Puffendorf bedient. Der verbliebene Güterverkehr beschränkte sich zudem immer mehr auf saisonale Spitzenzeiten der Landwirtschaft. Damit wurden die verbliebenen Dampflokomotiven der Bauart Mallet-Rimrott unwirtschaftlich, obwohl sie nach 1945 nochmals grundlegend aufgearbeitet worden waren.
So wurden 1955 die beiden Lokomotiven beschafft und als V 10 und V 11 bezeichnet. Im Unterschied zu den Euskirchener Lokomotiven besaßen sie keine Vielfachsteuerung und keine Übergangstüren an der Führerhausrückwand.
Nach wenigen Jahren brachte GKB an den Maschinen einige Anpassungen an die betrieblichen Verhältnisse in Form hochliegender Pufferbohlen an. Somit war es nunmehr möglich, die Maschinen ohne Zwischenwagen mit aufgebockten normalspurigen Güterwagen zu kuppeln. Des Weiteren erhielten die Lokomotiven Rückspiegel, um das Rangieren an der Rollbockgrube zu erleichtern. In dieser Form waren die V 10 und die V 11 bis zum Ende des Güterverkehrs auf den verbliebenen Strecken der GKB im Einsatz. 1959 erhielten sie Unterstützung in Form des zu einem Schlepptriebwagen umgebauten VT 100, der durch die für 1960 geplante Einstellung des Personenverkehrs dafür entbehrlich wurde. Ende der 1960er Jahre wurde die V 10 schadhaft abgestellt.
In den ersten Jahren des Museumsbetriebes auf der GKB, 1969 noch durch die Vereinigung Westdeutscher Schmalspurbahnen (VWS), ab 1970 durch die Interessengemeinschaft Historischer Schienenverkehr e. V. (IHS), bespannte die V 11 auch die Museumszüge, bevor ab Juli 1971 die Dampflokomotive 19 zur Verfügung stand. Als 1973 der Schmalspurbetrieb der GKB, der sich zuletzt auf den Bahnhof Geilenkirchen beschränkte, eingestellt wurde, gelangten die Lokomotiven über einen Hamburger Zwischenhändler an die Firma Dyckerhoff & Widmann AG (DYWIDAG) für den Hafenausbau in Lomé nach Togo. Die dortige Eisenbahn besaß aus geschichtlichen Gründen die gleichen technischen Parameter (Spurweite, Kupplungssystem) wie die GKB, was einen Einsatz dort vereinfachte. Togo war ab 1884 Deutsches Schutzgebiet gewesen und die dortigen Eisenbahnen ebenso wie die Geilenkirchener Kreisbahn von dem Stettiner Bauunternehmen Lenz und Co. erbaut worden.
Nach Vollendung des neuen Hafens durch die DYWIDAG verblieben die Maschinen bei der Staatsbahn Chemins de fer du Togo (CFT), jedoch nur die ehemalige V 11 kam als CFT H 9 noch für wenige Jahre zum Einsatz. 1985 war sie im Bahnhof Lomé abgestellt, die Schwesterlok V 10 war verschrottet. 2001 gelangte die V 11 zur IHS und wurde ab 2003 aufgearbeitet. Im Jahr 2019 konnte die V 11 im letzten Betriebszustand der GKB fertiggestellt werden, sie ist seit Herbst 2019 wieder im Betrieb.

### August-Thyssen-Hütte
Auf der August-Thyssen-Hütte in Duisburg waren zwei Lokomotiven vorhanden. Über sie ist wenig bekannt. 1957 waren sie ausgefallen, die V 10 der GKB für sie leihweise in Einsatz.

## Konstruktive Merkmale
Der Motor A6M 517 ist ein wassergekühlter Sechszylinder-Viertakt-Motor mit in Reihe angeordneten Zylindern. Als Getriebe wurde ein Voith L 33 U mit angeflanschtem Wendegetriebe verwendet. Es ist ein hydrodynamisches Dreiganggetriebe. Die Kraftübertragung auf die Achsen erfolgt über Duplex-Rollenketten.
Bei den Lokomotiven mit Mehrfachsteuerung wird die Steuerung der Motordrehzahl mit einer Gelenkwelle zwischen den Lokomotiven übertragen. Bremstechnisch wurden die Bremsleitung und die Hauptluftbehälter mit zwei Bremsschläuchen verbunden. Außerdem gab es eine Verbindung für die Sandstreuerluft und ein Kabel für die Führerhausbeleuchtung. Am Führerstandsende war eine Übergangstür mit Übergangsblech. Das Wendegetriebe musste auf jeder Lok einzeln betätigt werden.
Eine Zugbremse hatten die Lokomotiven ursprünglich nicht.